# Pavel Rostovțev
Pavel Rostovțev (n. 21 septembrie 1971, Gus-Hrustalnîi, RSFS Rusă, URSS) este un biatlonist ce a reprezentat Rusia, medaliat olimpic. A participat la 2 ediții ale Jocurilor Olimpice (2002, 2006) în care a câștigat o medalie de argint.